# SESC Mogi das Cruzes
O SESC Mogi das Cruzes é uma unidade de lazer e cultura do Serviço Social do Comércio (SESC) localizada no bairro de Socorro, cidade de Mogi das Cruzes. A inauguração da unidade foi em 6 de novembro de 2021.

## Espaço
Com espaço de 27.287 m² e área coberta de 2.000 m², o SESC Mogi das Cruzes possui equipamentos de lazer, esportes, cultura, educação e saúde.
A área do Centro Esportivo Socorro, onde está instalado o SESC Mogi das Cruzes foi cedida ao SESC por tempo determinado e, ao final do período, a infraestrutura e investimento feitos pelo SESC, passarão a ser do município. Há planos para fazer uma reforma, mas ainda não tem data prevista para o início das obras, da mesma forma que também não há prazo para a inauguração. O acesso à unidade não será restrito mesmo com as reformas.
A infraestrutura da unidade conta com espaços como Galpão Múltiplo Uso, para shows, espetáculos e exposições; Centro de Educação Ambiental, que realizará oficinas, vivências e outras atividades na área de educação e sustentabilidade, Espaço de Tecnologias e Artes, o Espaço de Brincar, voltado às crianças, além de piscina, duas quadras poliesportivas e um café.